# Сольєрський ботанічний сад
Сольє́рський ботані́чний сад (кат. Jardí Botànic de Sóller, ісп. Jardín Botánico de Sóller) — ботанічний сад у місті Сольєр на острові Мальорка (Іспанія). Заснований у 1985 році, відкритий для відвідувачів 1992 року. Директор — Льюїс Градель Тортелья.
Ботанічний сад досліджує флору Балеарських островів та островів Середземномор'я. У колекції представлено понад 2 500 видів рослин. На території саду розташований Балеарський музей природознавства.
Є членом Міжнародної ради ботанічних садів (BGCI), Іберійсько-макаронезійської асоціації ботанічних садів (AIMJB) і бере участь у Міжнародній програмі з охорони ботанічних садів. Міжнародний ідентифікаційний код ботанічного саду SOLLE.

## Історія
Сольєрський ботанічний сад був заснований у 1985 році і відкритий для відвідувачів у 1992 році як центр для збереження і дослідження флори Середземномор'я, і в основному Балеарських островів.
У квітні 1997 року установа перейшла під патронаж Уряду Балеарських островів, Ради острова Мальорки, Міської рада Сольера, Університету Балеарських островів, зберігального банку «Sa Nostra», Іберо-макаронезької асоціації ботанічних садів (AIMJB) і Балеарського музею природознавства.

## Колекція

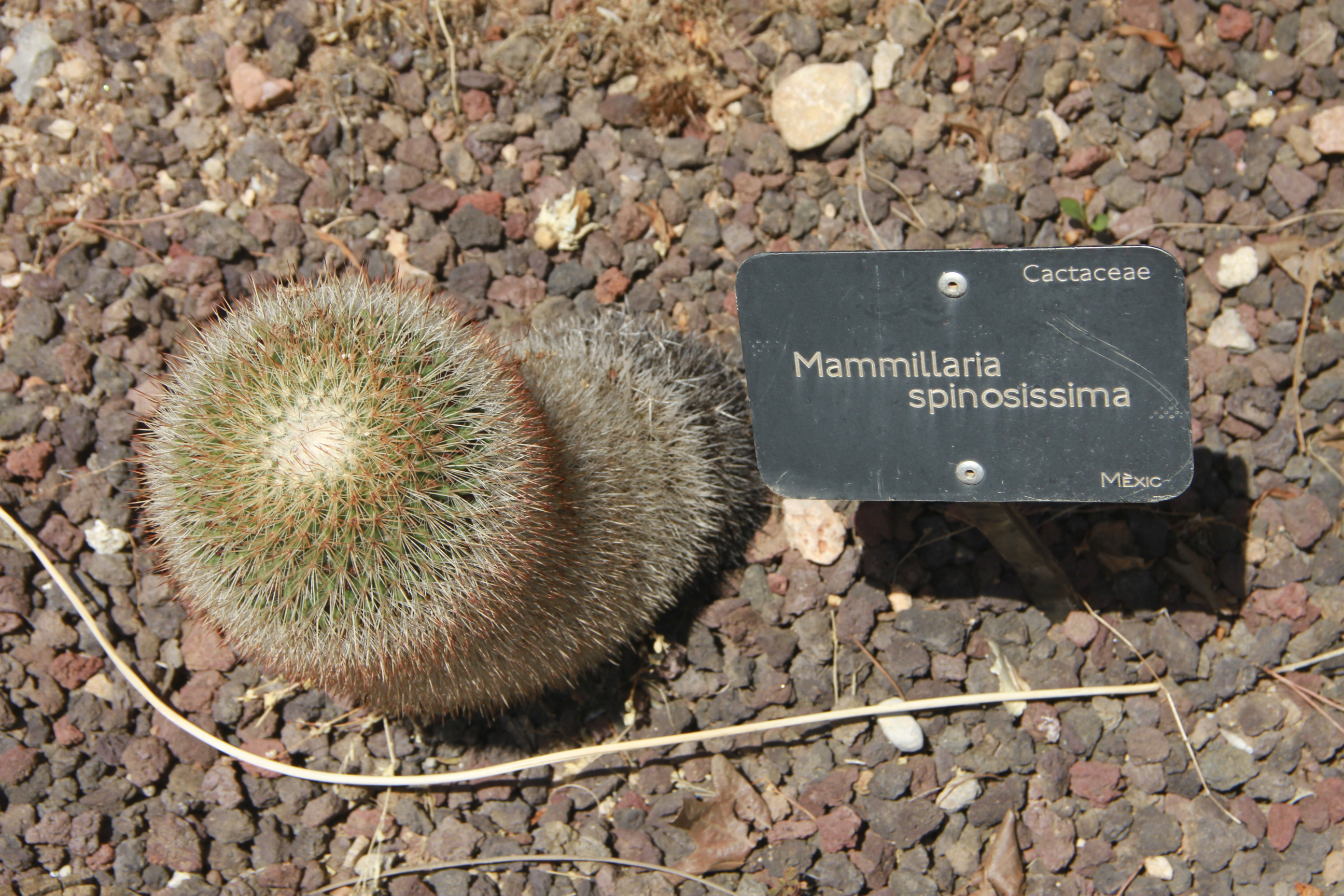
Мамілярія найколючіша (Mammillaria spinosissima)

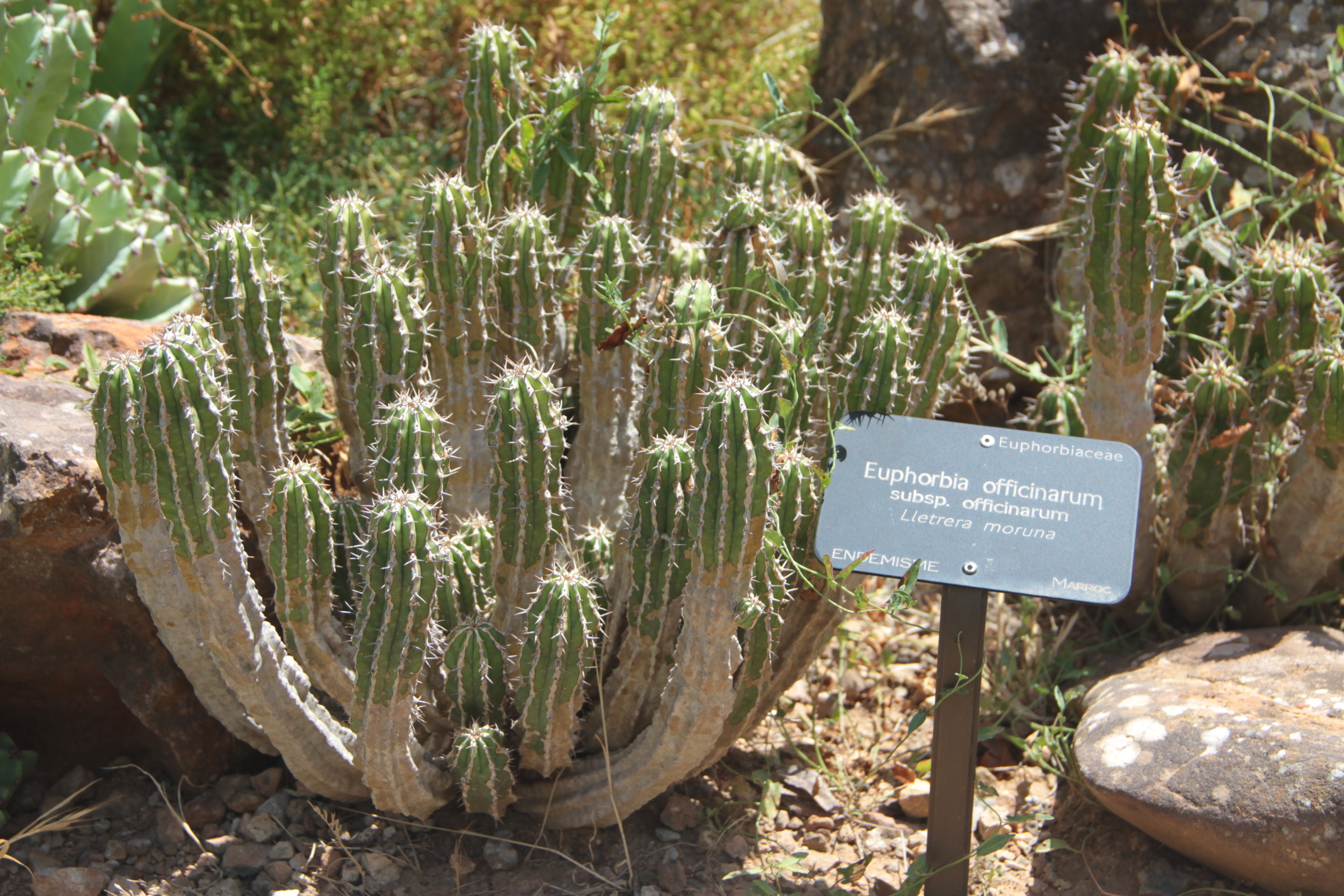
Молочай лікарський (Euphorbia officinarum subsp. officinarum)

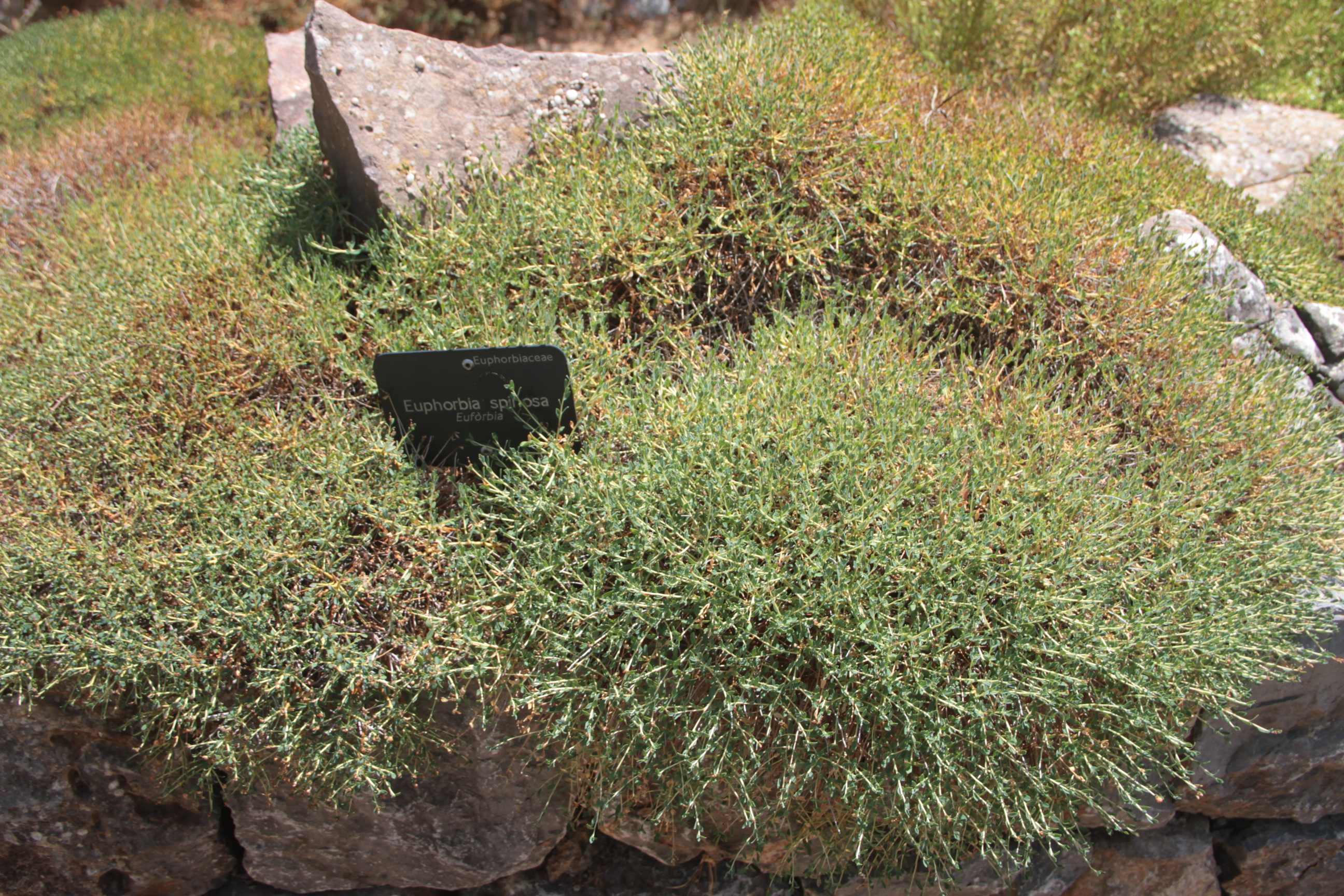
Молочай колючковий (Euphorbia spinosa)

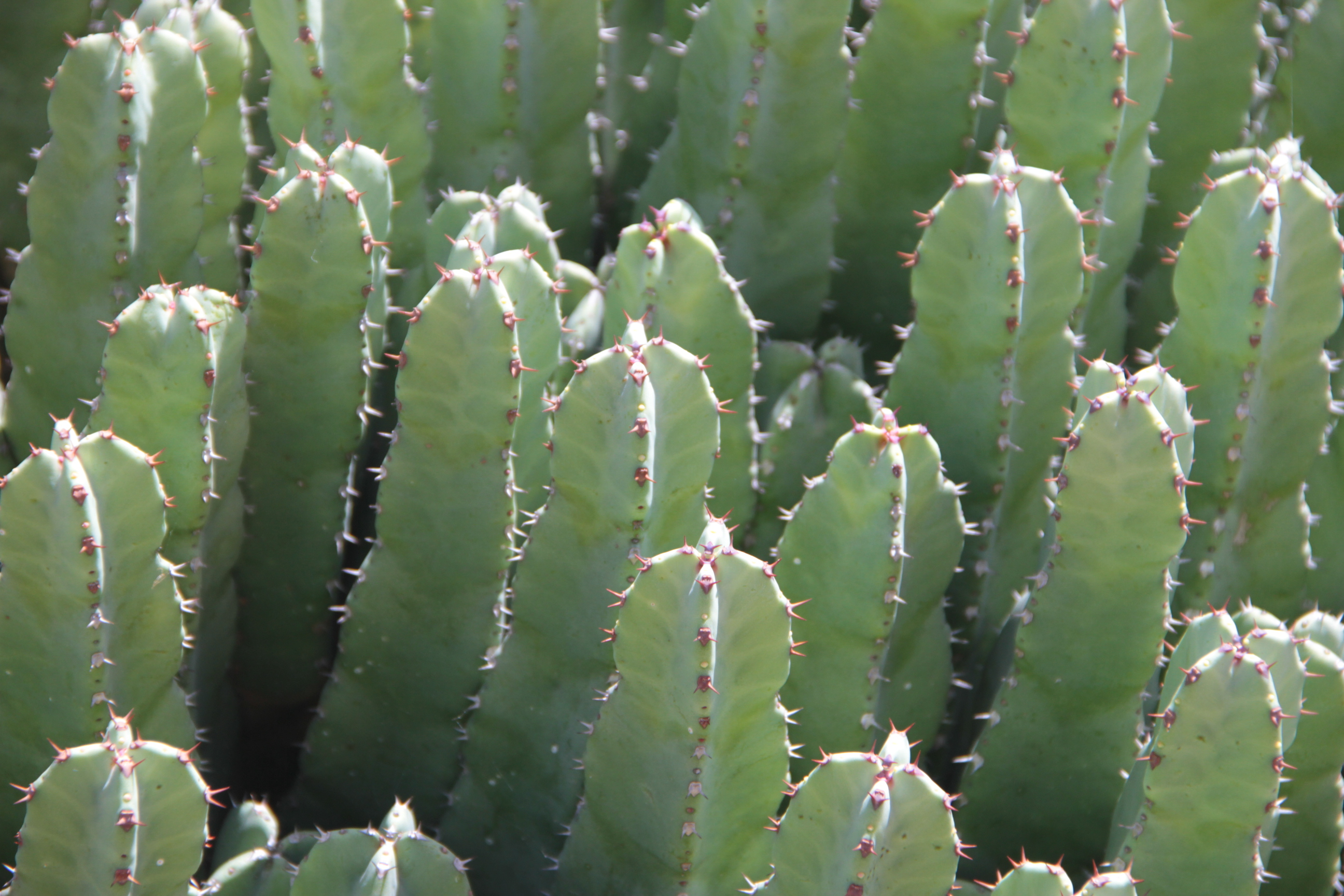
Молочай смолоносний (Euphorbia resinifera)

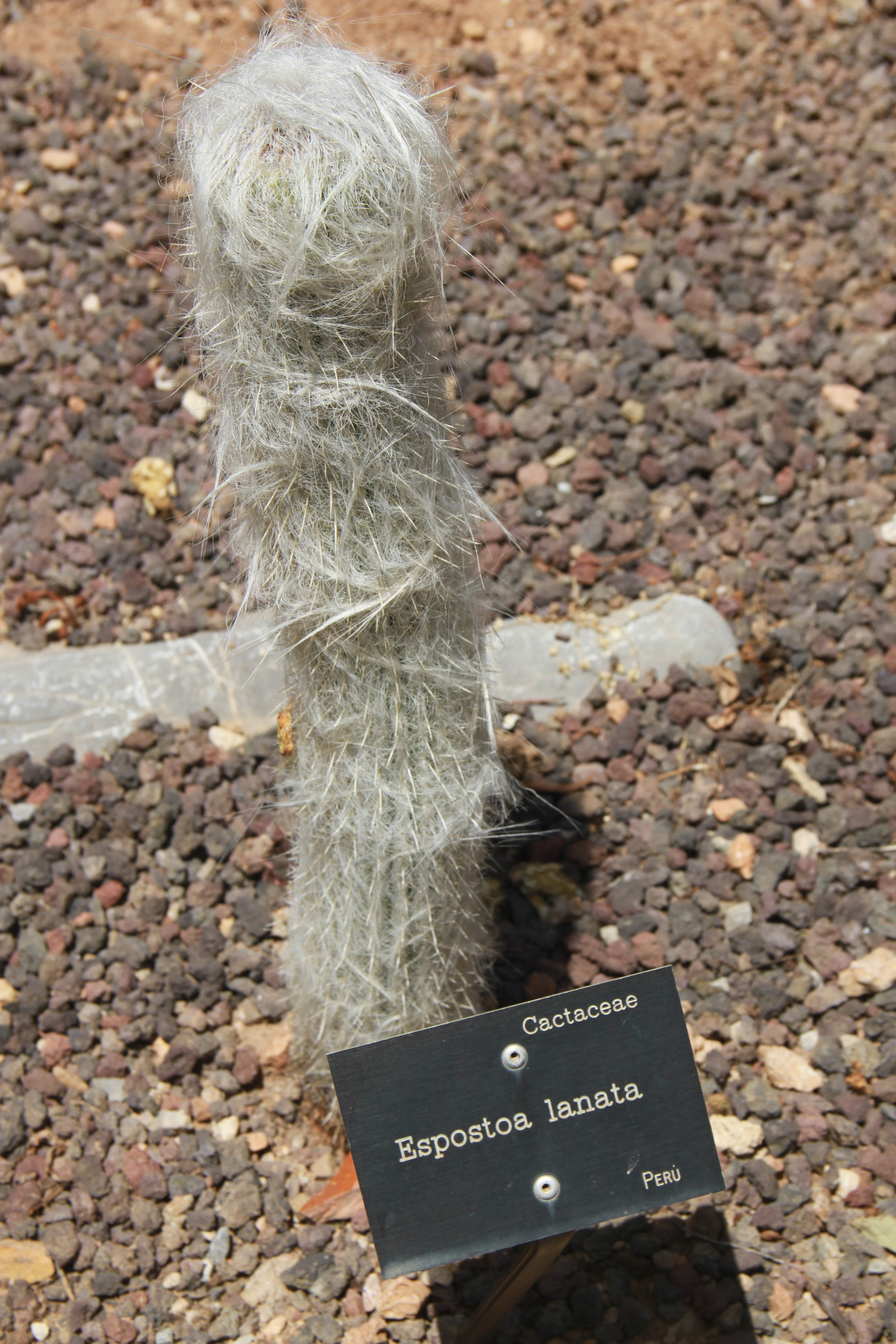
Еспостоя шерстиста (Espostoa lanata)

Площа ботанічного саду складає 1 га. Тут зібрані близько 2 500 видів рослин регіону Середземномор'я, в основному з Балеарських островів. Також представлена флора з інших середземноморських островів таких, як Сардинія, Корсика, Крит та Сицилія.
Колекція поділена на 3 основні підрозділи: флора Балеарських островів, дика флора інших островів та етноботаніка.

### Флора Балеарських островів
Складається з більшості диких квітів, що зростають на Балеарських островах, при цьому особлива увага приділяється ендемічним видам, і тим, що знаходяться під загрозою зникнення. Рослини поділені на 6 областей у відповідності до їх екологічних потреб.
- M1 — рослини з берегів гірських річок або тінистих гірських районів. Ця тераса є однією найбільш тінистих зон в саду. Тут розміщені види, які потребують вологи і затінку. Це рослини, які ростуть біля гирл гірських річок, а також на затінених схилах високих гір, де прохолодні умови зберігаються впродовж спекотних періодів середземноморського літа. Тут зростають: вітекс священний (Vitex agnus-castus), олеандр індійський, коріарія миртолисна (Coriaria myrtifolia), звіробій козлячий (Hypericum hircinum subsp. cambessedesii), ожина в'язолиста (Rubus ulmifolius), марена дика (Rubia peregrina), тамус звичайний, барвінок диморфний (Vinca difformis), тополя біла, ясен вузьколистий (Fraxinus angustifolia), в'яз листуватий (Ulmus minor).
- M2 — рослини зі скелястого узбережжя. Рослини, що зростають на скелястих узбережжях, у тріщинах поміж скелями, і куди, як правило, потрапляє солоне повітря і морський вітер. Тут представлені Launaea cervicornis, Senecio rodriguezii.
- M3 — зарезервована колекція. Ця невелика тераса містить колекцію ендемічних рослин та інших видів, які потребують особливих ґрунтів. Зокрема тут зібрані Calamintha rouyana, чебрець кминний (Thymus herba-barona subsp. bivalens), чебрець Ріхарда (підвиди Thymus richardii subsp. richardii та Thymus richardii subsp. ebusitanus), чист критський (Cistus creticus), еріка віникова підв. віникова (Erica scoparia subsp. scoparia), дрік льоновидний (Teline linifolia), Daphne rodriguezii.
- M4 — флора дубового лісу. Представляє вічнозелені дубові ліси і тінисті ділянки підвищених районів острова. Найбільше дерево — магнолія великоквіткова, яка походить з південної частини Сполучених Штатів. Також тут зростають дуб кам'яний, крушина стабільна (Rhamnus alaternus), марена англійська (Rubia angustifolia ssp. angustifolia), смілакс шорсткий (Smilax aspera), цикламен балеарський (Cyclamen balearicum), суничник великоплодий, фіалкові, лагерстремія індійська (Lagerstroemia indica), самшит балеарський (Buxus balearica), тис ягідний, рдесник кольоровий (Potamogeton coloratus), Apium bermejoi, науфрага балеарська (Naufraga balearica).
- M5 — гірська флора. Представляє найвищі гірські вершини Балеарських островів, яка доповнена колекцією рослин, що зростають в ущелинах скель, а також колекцією видів, які ростуть в районах чагарників з розмарином і чебрецем. Тут зібрані липа широколиста, бамбук золотий (Phyllostachys aurea), хамеропс присадкуватий (Chamaerops humilis), розмарин звичайний, чист шавлієлистий (Cistus salviifolius), чист білуватий (Cistus albidus), ампелодесмос мавританський (Ampelodesmos mauritanica), астрагал балеарський (Astragalus balearicus), самосил справжній (Teucrium marum), клен іспанський (Acer granatense), падуб звичайний, дрок іспанський (Spartium junceum), орхідні, капуста балеарська (Brassica balearica), скабіоза критська (Scabiosa cretica), цмин пісковий, гіпокрепіс балеарський (Hippocrepis balearica).
- M6 — прісноводна флора. Цей відділ представлений такими видами як: ряска мала, рогіз вузьколистий, півники болотні, меч-трава болотна, осока щетиниста (Carex hispida), частуха подорожникова, комишовидник звичайний (Scirpus holoschoenus), м'ята, (Hypericum hircinum subsp. cambessedesii), миколайчики приморські (Eryngium maritimum), плетуха сольданелова (Calystegia soldanella), тимелея оксамитова (Thymelaea velutina), ялівець фінікійський, сосна алепська, папороті.

### Дика флора інших островів
- M7 — флора Канарських островів. Тут зростають молочай канарський (Euphorbia canariensis), молочай бальзамічний (Euphorbia balsamifera), молочай туполистий (Euphorbia obtusifolia), клейнія олеандролиста (Kleinia neriifolia), Artemisia thuscula, обвійник гладкий (Periploca laevigata), фісташка туполиста, ялівець фінікійський, фінікова пальма канарська, драконове дерево, вудвардія укорінювана (Woodwardia radicans), міріка файя (Myrica faya), падуб канарський (Ilex canariensis), еріка деревоподібна (Erica arborea), еріка лозиноподібна (Erica scoparia subsp. platycodo), сосна канарська, чист монпельєнський (Cistus monspeliensis), чист окопниколистний (Cistus symphytifolius), ракитник проростаючий (Chamaecytisus proliferus), еоніуми, монантес (Monanthes), аїхрізон (Aichrysum), греновія (Greenovia), осот, спартоцитізус надхмарний (Spartocytisus supranubius), аденокарпус клейкий (Adenocarpus viscosus), Descurainia bourgaeana, синяк Вільдпрета (Echium wildpretii), жовтушник метельчатий (Erysimum scoparium).
- M8 і M9 — флора інших островів Середземномор'я. Представлена флора з інших середземноморських островів таких, як Сардинія, Корсика, Сицилія, Мальта та Крит.

### Етноботаніка
Колекція складається з видів рослин, які використовуються людиною впродовж всієї історії: лікарські, ароматичні, харчові та декоративні рослини.
- M10 — декоративна ділянка. Колекція рослин для середземноморського саду. Тут розтошований сонячний годинник серед колекції кактусів і сукулентів.
- M11 — колекція лікарських рослин.
- М12 і M13 — колекції плодових дерев та овочів з Балеарських островів. Ділянка присвячена збереженню і дослідженню численних сортів, що традиційно вирощуються на Балеарських островах.

## Гербарій
Ботанічний сад має гербарій (заснований у 1997 році), у якому налічується 10 000 рослин. Міжнародний ідентифікаційний код гербарію HJBS. Куратор гербарію — Магдалена Вісенс.